# La Esperanzas flygplats (Honduras)
La Esperanza är en flygplats i Honduras.   Den ligger i departementet Departamento de Intibucá, i den västra delen av landet, 100 km väster om huvudstaden Tegucigalpa. La Esperanza ligger 1 231 meter över havet.
Terrängen runt La Esperanza är kuperad. Runt La Esperanza är det ganska glesbefolkat, med 43 invånare per kvadratkilometer. Närmaste större samhälle är La Esperanza, 12,4 km norr om La Esperanza. 